# Gästgiveri

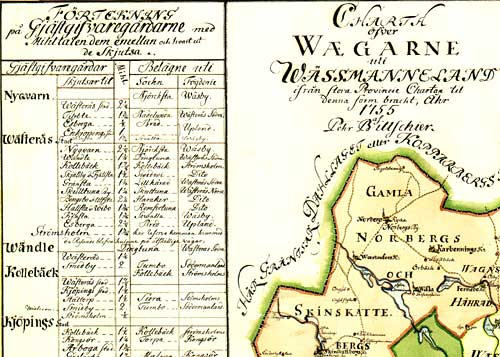
Karta över vägarna i Västmanland, samt en förteckning över gästgivaregårdarna, av lantmätaren Petter Billschier år 1755.

Gästgiveri [jɛɧɪvɛˈriː], eller gästgivaregård, var en inrättning för resande på vägarna, där förtäring och inkvartering skulle bjudas, samt möjligheter till att byta häst för skjutsar. Detta var reglerat i Gästgiveristadgan, som avskaffades 1933. I dag används ordet om äldre krogar och hotellinrättningar i samhällen och byar.
Sveriges äldsta gästgiveri är Forshems Gästgivaregård som ligger på Kinnekulle, nära Lidköping. 

## Historia

Symbolen för ett gästgiveri på äldre svenska kartor.

När man innan det fanns järnvägar skulle förflytta sig på land, hade man bara två sätt att göra det på, nämligen till fots eller med hjälp av häst. Matställen och övernattningsplatser fanns inte. En resenär var oftast tvungen att tigga nattlogi, i allmänhet hos någon bonde, eller i värsta fall sova utomhus. Finare folk tog logi hos prästerna. Kungen var den ende som hade rätt att kräva förtäring och logi oavsett vem han och hans sällskap än uppsökte.
Med Alsnö stadga 1280 fastställdes kungen och hans sändebuds rätt att kräva mat, husrum och hästar då de färdades genom landet.

## Magnus Erikssons stadga
Redan i Magnus Erikssons stadga från 1335 finns det med tankar om upprättande av tavernor vid de stora stråkvägarna. Detta upprepades i 1442 års allmänna landslag. I praktiken fick de nästan ingen betydelse, bortsett från vissa tavernor som tillkom utefter flitigt anlitade pilgrimsvägar genom kyrkliga donationer.

## Erik XIVs stadga
År 1561 utfärdade Erik XIV en stadga om tavernor och nu tillkom skyldighet att hålla skjutshästar samt förråd av mat, dryck och hö som foder till hästarna. Johan III försökte upphäva dessa stadgor i samband med sitt maktövertagande – han försökte för övrigt upphäva de flesta av Erik XIV:s stadgor – men eftersom det resulterade i kaos återgick man snart till de tidigare bestämmelserna. I varje härad utsågs en by att stå för gästgiveriskyldigheten. Det var inte ovanligt att flera byar delade på skyldigheten.

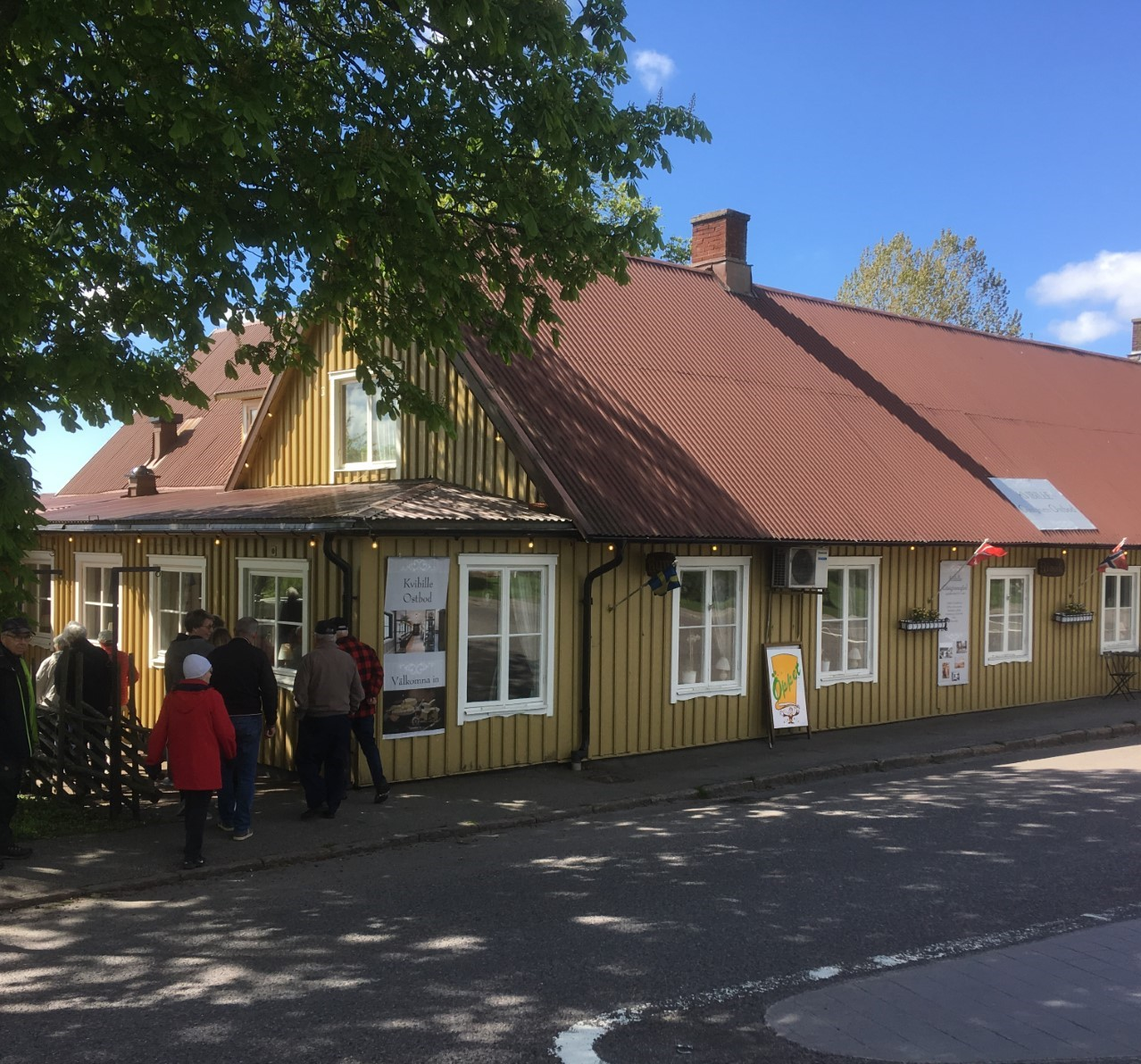
Gästgivargården i Kvibille med anor från 1645.

## 1615 års stadga
År 1615 kom nästa stadga och där ålades alla häradshövdingar att tillse att gästgiverier fanns efter alla landsvägar med 1 1/2 mils mellanrum, alltså betydligt fler än tidigare. Det vanliga var fortfarande att gästgiveriskyldigheten sköttes av skjutsbönderna tillsammans. 

## Gästgivarordningen 1649

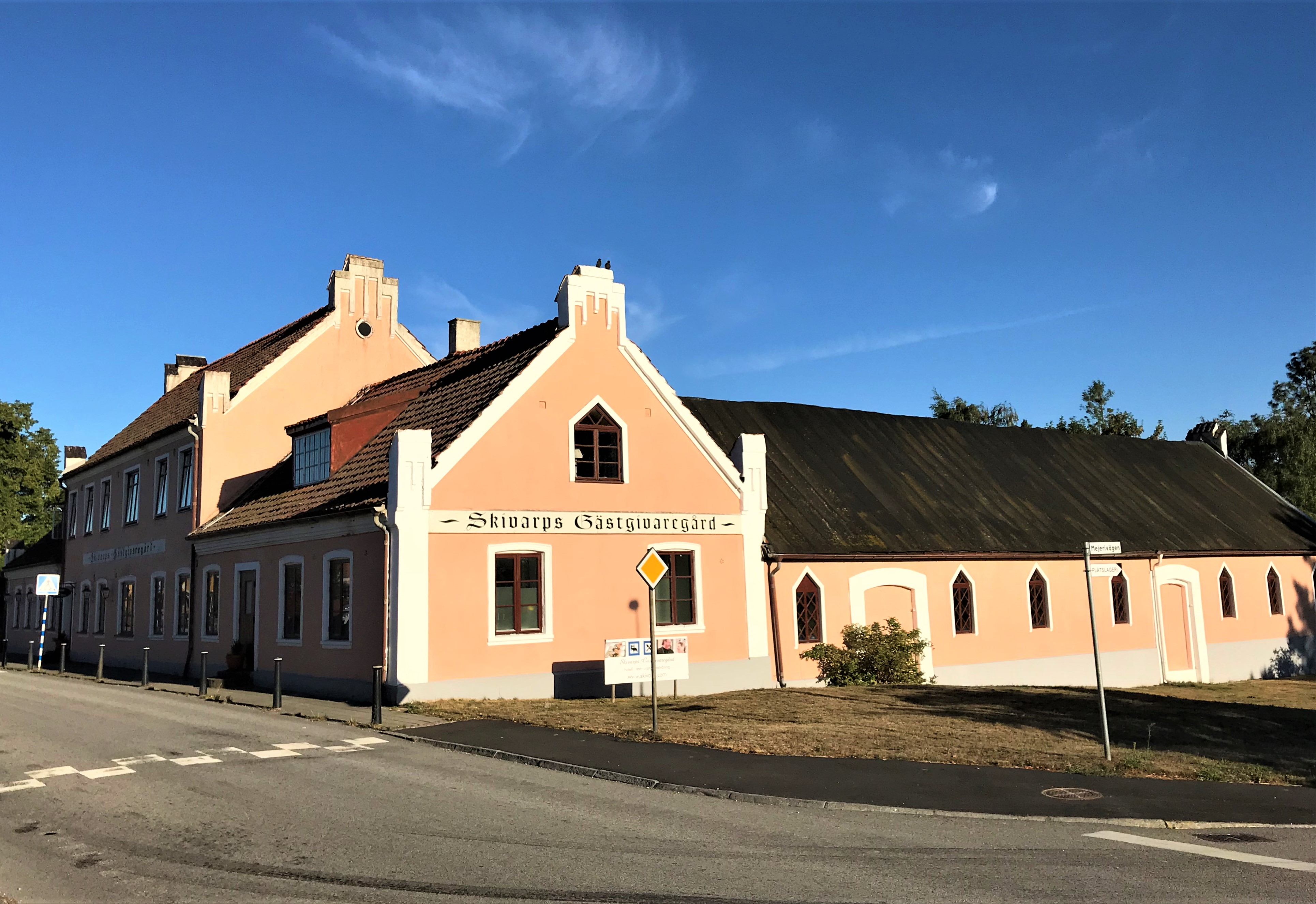
Skivarps gästgivaregård från omkring 1680

År 1649 skärptes regelverket ytterligare. Bönderna befriades helt från friskjuts, men ålades istället en ny skatt – skjutspenningen.
Tidigare användes så kallade landskapsmil, där milen var olika långa i olika delar av landet. Landskapsmilen var satta efter hur lång tid det tog att ta sig en viss sträcka. 
I gästgivarordningen 1649 gjordes den radikala förändringen att i stället för landskapsmil använda en enhetlig mil över hela landet.
Gästgiveri och skjutshåll skulle ligga på en och en halv till två mils avstånd från varandra, där resande skulle ha möjlighet att byta hästar. För varje gästgiveri fanns en särskild skjutsordning som bestämde hur många hästar där skulle finnas. Skjutsbönderna som ingick i gästgiveriet skulle vid behov erbjuda hållhästar som skulle erbjudas resande. Där skjutsningen var stor fanns ibland några reservhemman som skulle hjälpa till då gästgivarnas hästar tog slut. Ofta visste man i förväg när det skulle behövas hästar. Det fanns ett system där man skickade så kallade ”förebudssedlar” för att anmäla sin ankomst.
Även om skjutshållen redan på den här tiden kallas gästgiverier handlade det i allmänhet inte om några gästgiverier i sentida mening. Mat och husrum skulle erbjudas i gästgivarböndernas stugor, någon särskild byggnad fanns sällan.
Länsstyrelserna försökte dock arbeta för inrättande av riktiga gästgiverier med resanderum och ordentlig servering och inte bara vad som råkade finnas i grytan hemma hos gästgivarbönderna efter landsvägarna, men oftast var kostnaden för hög för bönderna. Husrum erbjöds också vanligen i köket hos bondfamiljerna, vanligen också i samma säng som folket på gården, om inte på golvet eller i något uthus. Först runt 1700 började särskilda gästgiverier bli lite vanligare.

## 1734 års gästgiveriförordning
Med 1734 års gästgiveriförordning fastslogs och förtydligades gästgiveriskyldigheten och nu tvingades de gästgiverier som ännu inte hade någon måltidslokal och gästrum för de resande att bygga sådana. Gästgiverierna ålades även att ha stall och vagnslider. Det bestämdes också om en tavla med avståndsangivelser till angränsande gästgiverier skulle hängas upp vid varje gästgiveri.
Att byta ekipage vid i stort sett varje gästgivaregård gjorde att resandet blev både tidsödande och omständligt. Hästarna var ibland uttröttade efter att ha fått slita på åkrarna hela dagen. Det tillkom lagar på hur fort man fick rida på hästarna för att minska förslitningsskador på djuren, men dessa följdes allt som oftast inte. Normalt skulle skjutsbonden ha rätt att följa med ekipaget till nästa gästgivargård, för att där kunna föra med sig sin häst hem. Det förekom dock att förnäma resenärer vägrade ta med bonden på sin vagn och att denne fick springa efter hela vägen de två milen till nästa gästgivargård för att där kunna hämta sina hästar, något som starkt bidrog till missnöjet med skjutsningsskyldigheten.
När diligensinrättning upprättades på vissa håll i landet kunde resorna planeras bättre och gå på bestämda klockslag. 1831 inrättades en diligenslinje mellan Stockholm och Linköping med plats för 8 personer och det tog 15 timmar mellan städerna vilket var snabbare än tidigare. De första ångbåtslinjerna kom också att betyda mycket för mer välbeställda resenärer som därmed kom att ges möjlighet att undvika gästningen på de ofta ganska enkla gästgiverierna. Järnvägen kom att betyda än mer för att minska behovet av gästgiverier.
Med 1878 års skjutsstadga befriades slutligen bönderna från det mesta av skjutningsplikten och resande tvingades att själva söka hästar och husrum där de kunde köpa detsamma. Samtidigt inskränktes gästgiveriernas rättigheter att servera alkohol till andra än resande. Man skiljde även mellan gästgivar- och skjutsningsskyldigheten och länsstyrelsen medgav möjlighet att förvandla ett gästgiveri till enbart skjutsstation. Först 1911 försvann skjutsningsplikten helt. Gästgiveriförordningen kvarstod dock till 1933.

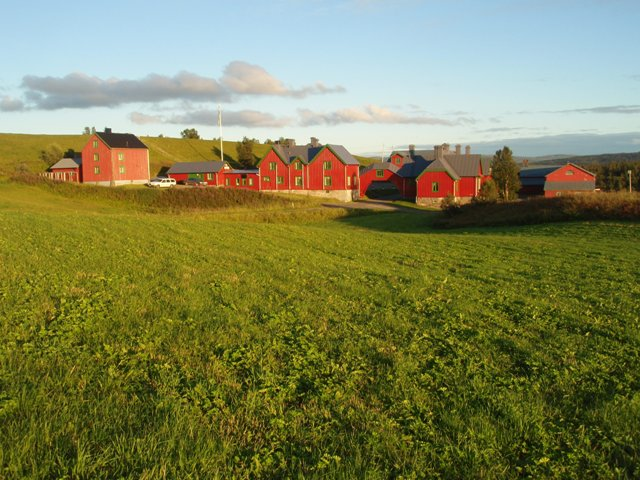
Skalstugan upphöjdes till gästgiveri 1834 efter tillbyggnader efter order av Karl XIV Johan att förbättra resvägen mellan Sverige (Duved) och Norge (Trondheim).

På gästgiverierna var det noga reglerat hur rum och matsal skulle se ut. Idag kan detta tyckas som självklara regler. Här är några exempel:
- Se till att kniv, gaffel och sked ej ha den ringaste matrest på sig från föregående måltider
- Då servett framställes, bör den vara ren
- Skär ej brödskivorna tjockare än 1/4 tum
- Bjud ej resande härsket smör eller illafarna ägg
- Tag bort alla cigarrstumpar från blomkrukorna
- Stolar, bord och sängar böra hava många ben, så att de icke behöva stöd av väggarna
- Håll rummen varma då kall väderlek inträffar, även om inga resande för tillfället finnas i dem

Nya sätt att resa blev slutet för gästgiverierna. Restiden med tåg minskade markant och sedan kom bilen. Det lagstadgade gästgiveriväsendet avskaffades år 1933 men hade då i praktiken redan varit föråldrat allt sedan järnvägen tog över rollen som färdmedel för långdistanstrafik på land. När gästgiverierna även förlorade monopolet på brännvinstillverkningen försvann deras oftast viktigaste extrainkomster och ledde till att många gästgiverier slog igen i början av 1900-talet. 
I Skåne och i Danmark (som har en liknande gästgiveritradition där gästgivaregården kallas "kro") har många gästgiverier lyckats överleva genom att de började locka med bättre mat och finare servering och inkvarteringsmöjligheter redan under slutet av 1800-talet när konkurrensen från järnvägarna började göra sig kännbar samtidigt som järnvägarna gav möjligheter för städernas folk att åka på utflykter till dessa samhällen som Röstånga och Dalby och ett växande antal storbönder uppstod. Traditionen av gästgivaregården som en inrättning som står för god mat och bra logi är alltså relativt ny. Maten på gästgivaregårdar var förr oftast av undermålig kvalité eller bestod i stort sett bara av brännvin, gammalt bröd och dåligt fläsk.